# Nahid (Zeitschrift)
Die osmanisch-türkische Zeitschrift Nāhīd (osmanisch ناھید İA Nahid) erschien 1886 und 1887 in insgesamt 28 Ausgaben in Istanbul. Ihre inhaltliche Ausrichtung beschränkte sich größtenteils auf literarische Themen sowie Artikel zu Kunst und Kultur der damaligen Zeit.